# Rolf Christensen
Rolf Christensen, född 6 augusti 1894 i Skien, död 18 maj 1962 i Oslo, var en norsk skådespelare. Christensen filmdebuterade 1921 i Gunnar Sommerfeldts Markens gröda efter Knut Hamsuns roman.

## Filmografi
- 1921 – Markens gröda
- 1922 – Pan
- 1937 – Ungt blod
- 1939 – De värnlösa
- 1940 – Tørres Snørtevold
- 1942 – Jeg drepte!
- 1942 – Det æ'kke te å tru
- 1946 – To liv
- 1954 – Kasserer Jensen
- 1954 – Portrettet
- 1955 – Ute blåser sommarvind
- 1957 – Stevnemøte med glemte år
- 1959 – Herren och hans tjänare
- 1961 – Strandhugg